# Peter Oehme (Mediziner)

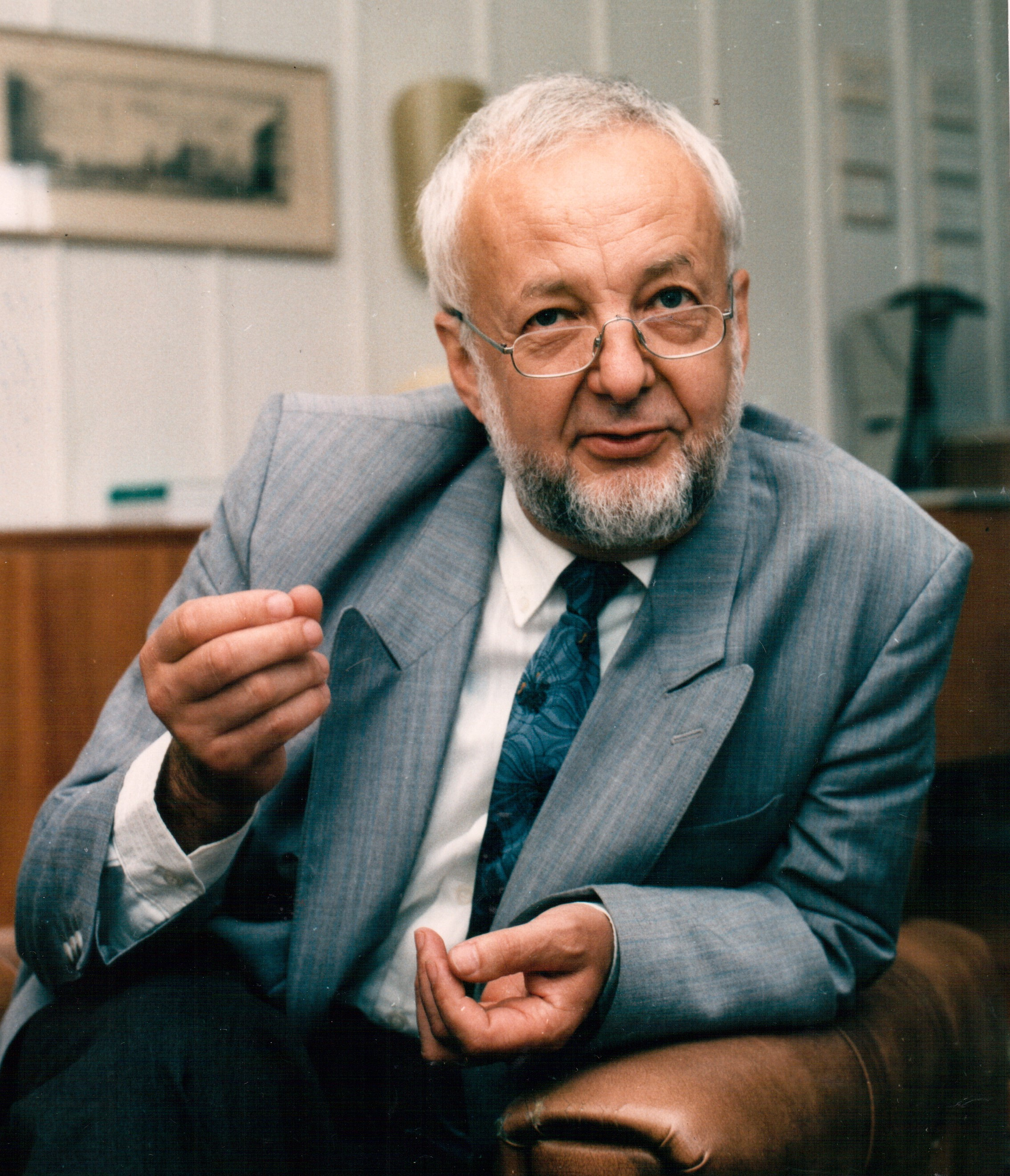
Peter Oehme während seiner Jahre im Institut für Wirkstoffforschung

Peter Oehme (* 5. Juni 1937 in Leipzig) ist ein deutscher Arzt und Pharmakologe. Von 1976 bis 1991 war er Direktor des von ihm gegründeten Instituts für Wirkstofforschung der Akademie der Wissenschaften der DDR in Berlin. Schwerpunkt seiner Arbeiten war das Neuropeptid Substanz P und seine Bedeutung für Adaptationsprozesse und das Stressgeschehen.

## Kindheit und Jugend

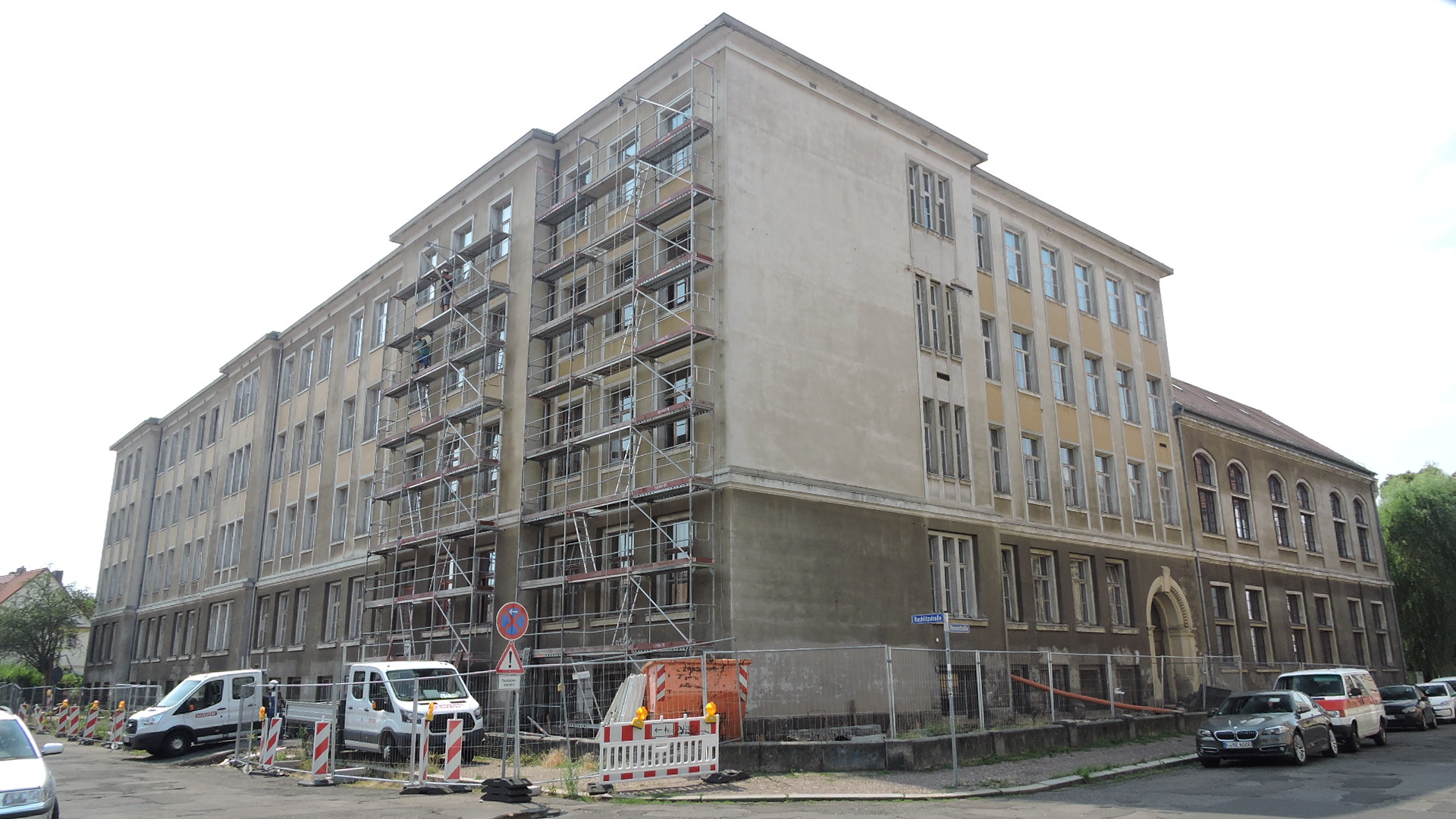
Peter Oehme wurde in die 49. Volksschule in Leipzig-Schleußig, Rödelstraße 6 eingeschult; heute: Schule am Auwald (gegründet 1908, hier Sanierungsbeginn 2018)

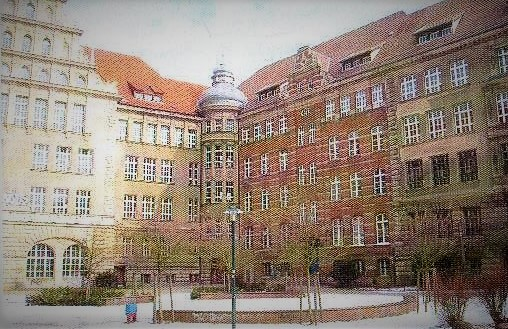
Ehemalige Neue Oberschule in Berlin-Pankow, an der Peter Oehme 1955 Abiturient war; jetzt anderweitig genutzt (2004)

Peter Oehme wurde als einziges Kind des Mechanikermeisters Albert Oehme (1907–1992) und seiner Ehefrau Ruth Oehme, geb. Lemser (1910–1995) in Leipzig geboren. Dort wurde er 1943 in die 49. Volksschule eingeschult, die heutige „Schule am Auwald“ in Leipzig-Schleußig. Nach den schweren Bombardierungen von Ende 1943 und Anfang 1944 erfolgte eine Evakuierung in das Dorf Börln westlich der Elbestadt Torgau, danach besuchte er die Neue Nikolaischule in Leipzig-Stötteritz.
1950 zog die Familie nach Berlin, wo Peter Oehme die Friedrich-List-Oberschule (jetzt Teil des Max-Delbrück-Gymnasiums) in Berlin-Pankow besuchte. Nach der 10. Klasse wechselte er in die Neue Oberschule, gleichfalls in Berlin-Pankow, dort legte er 1955 das Abitur ab. Diese Schule wird inzwischen anderweitig genutzt. Sein damaliger Klassenlehrer Siegfried Radlach, der Chemie und Biologie unterrichtete, beeinflusste wesentlich seine spätere Berufswahl. Mit Radlach, der 1956 nach West-Berlin übersiedelte und später im Kuratorium Unteilbares Deutschland engagiert war, bestanden nach der deutschen Wiedervereinigung wieder nähere Kontakte.
Nach dem Abitur begann Peter Oehme 1955 ein Studium der Humanmedizin an der Humboldt-Universität zu Berlin (HUB). 1960 legte er das medizinische Staatsexamen an der Berliner Charité ab, 1962 erfolgte hier seine Promotion zum Doktor der Medizin (Dr. med.).

## An der Charité

Pharmakologisches Institut der Humboldt-Universität, zur Zeit von Peter Oehme in der damaligen Clara-Zetkin-Straße, heute Dorotheenstraße

1961 begann Peter Oehme zuerst als Pflichtassistent und dann als Assistent im Institut für Pharmakologie und Toxikologie der HUB.
Direktor des Institutes war der Pharmakologe Friedrich Jung. In Personalunion leitete er das Pharmakologische Institut der Akademie der Wissenschaften in Berlin-Buch. In beiden Instituten war die international am Beginn stehende Peptidforschung ein Schwerpunkt. Die Peptidforschung wurde für Peter Oehme in den Folgejahren sein wissenschaftliches Arbeitsfeld. Er baute die neuropharmakologischen Untersuchungen an Hydrazinosäuren und Hydrazinopeptiden aus. Diese wurden auch die Grundlage seiner 1967 erfolgten Habilitation an der Berliner Charité.
In der Lehre war Peter Oehme ebenfalls aktiv, 1963 übernahm er gemeinsam mit Else Ackermann die Vorlesung „Arzneiverordnungslehre“. Im Jahre 1966 erhielt er den Lehrauftrag für die Vorlesung „Klinische Pharmakologie“. Zu diesem Zeitpunkt existierte an der Charité weder ein solches Fachgebiet noch eine solche Vorlesung. 1968 wurde er zum nebenamtlichen Dozenten an der HUB ernannt. Aus dieser Zeit resultieren auch eine Reihe von Veröffentlichungen zu klinisch-pharmakologischen Themen.
1963 kam Peter Oehme in Kontakt mit dem populärwissenschaftlichen Schriftsteller Bernt Karger-Decker. Mit ihm gemeinsam wurden zwei Bücher verfasst: Gifte, Hexensalben, Liebestränke und Der Griff nach dem Gehirn. Diese Bücher erschienen 1966 bzw. 1972 im Koehler und Amelang Verlag in Leipzig.
Zusätzlich übernahm Peter Oehme ab 1966 Aufgaben am Pharmakologischen Institut in Berlin-Buch. Dort übertrug ihm Friedrich Jung 1966 die Leitung der Arbeitsgruppe „Spezielle Pharmakologie“. 1968 wurde er als Stellvertretender Direktor des Akademieinstitutes berufen. Damit begann eine Verlagerung seines Arbeitsortes von der Charité auf den Medizincampus nach Berlin-Buch.

## Auf dem Akademiecampus in Berlin-Buch
Unmittelbar nach Beginn dieser Tätigkeit 1968 erklärte Oehme dem Bucher Direktorium seine Bereitschaft, eine Arbeitsgruppe aus jüngeren engagierten Bucher Wissenschaftlern zu bilden, die ein Konzept für das künftige Profil der Bucher Institute erarbeiten sollte. Das von der Gruppe erstellte „Hullerbusch-Konzept“ floss dann in die beginnende Akademiereform mit ein. Während der Akademiereform übernahm Peter Oehme von 1969 bis 1972 zeitweilig Leitungsaufgaben bei der Bildung des Forschungszentrums für Molekularbiologie und Medizin (FZMM). 1969 wurde Oehme Mitglied der SED, er hatte keine Parteifunktionen.
Eine herbe Enttäuschung gab es für Oehme durch eine Maßnahme der damaligen Akademieleitung. Im Juli 1971 wurde vom Akademiepräsidenten Hermann Klare eine Arbeitsgruppe eingesetzt, um die Leitungstätigkeit des in Bildung befindlichen Forschungszentrums für Molekularbiologie und Medizin (FZMM) zu untersuchen. Das betraf auch seine, neben der wissenschaftlichen Arbeit, ausgeübten Aufgaben in der Leitung des FZMM. Die Arbeitsgruppe gelangte zu der grundsätzlichen Feststellung, dass die Verantwortung für eine Forschungsgruppe und gleichzeitig Leitungsverantwortung nicht vereinbar seien. Hieraus folgte dann seine Entscheidung für die Wissenschaft, Oehme bat also um Abberufung von seiner Leitungsfunktion und führte seine Forschungsgruppe weiter. Diesem Credo blieb er treu und lehnte später angebotene höhere Leitungsfunktionen in der Akademie und im Ministerium für Gesundheitswesen stets ab.
Die Probleme in Berlin-Buch, insbesondere die kritische Raumsituation, führten zu Überlegungen für einen Ortswechsel. Hierfür ergab sich ein Lösungsansatz im ca. 30 km entfernten Berlin-Friedrichsfelde, einem Teil des Stadtbezirks Berlin-Lichtenberg. Dort existierte das in „Abwicklung“ befindliche Akademieinstitut für vergleichende Pathologie. Die Belegungsdichte in den Laborräumen war gering und bot gute Möglichkeiten für eine weitere Nutzung. Nach einer Beratung von Peter Oehme mit den Mitarbeitern des pharmakologischen Institutes entschied sich der größte Teil dafür, nach Friedrichsfelde umzuziehen. Im Juni 1971 erfolgte der „Auszug“ der Bucher Pharmakologen und Peptidchemiker.

## Am Institut für Wirkstoffforschung (IWF)

Hauptlaborgebäude des von Peter Oehme gegründeten IWF in Berlin-Friedrichsfelde

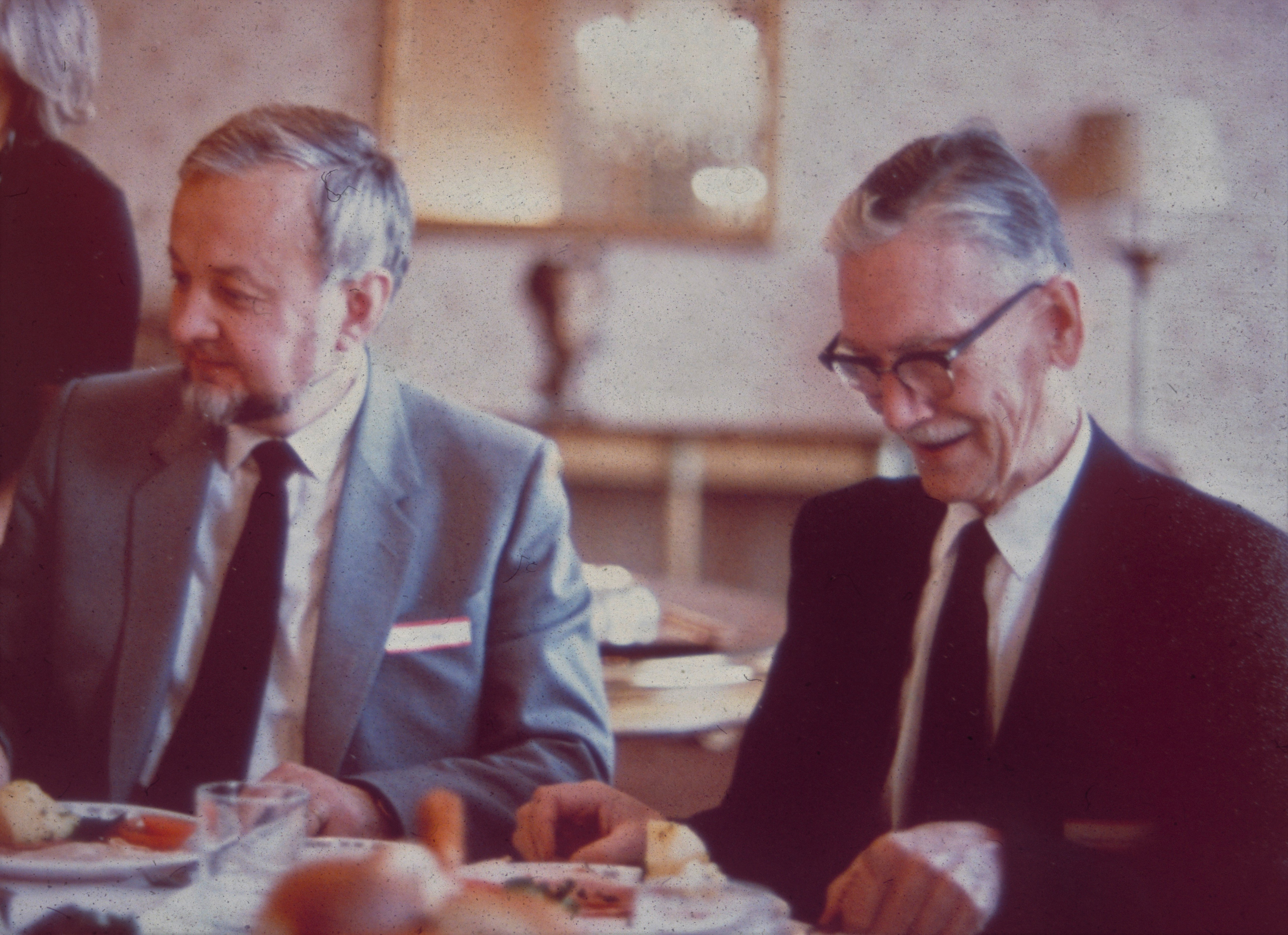
Peter Oehme (li) zusammen mit dem Entdecker von Substanz P, Nobelpreisträger Ulf von Euler, auf dem Nobel-Symposium zu Substanz P in Stockholm (1976)

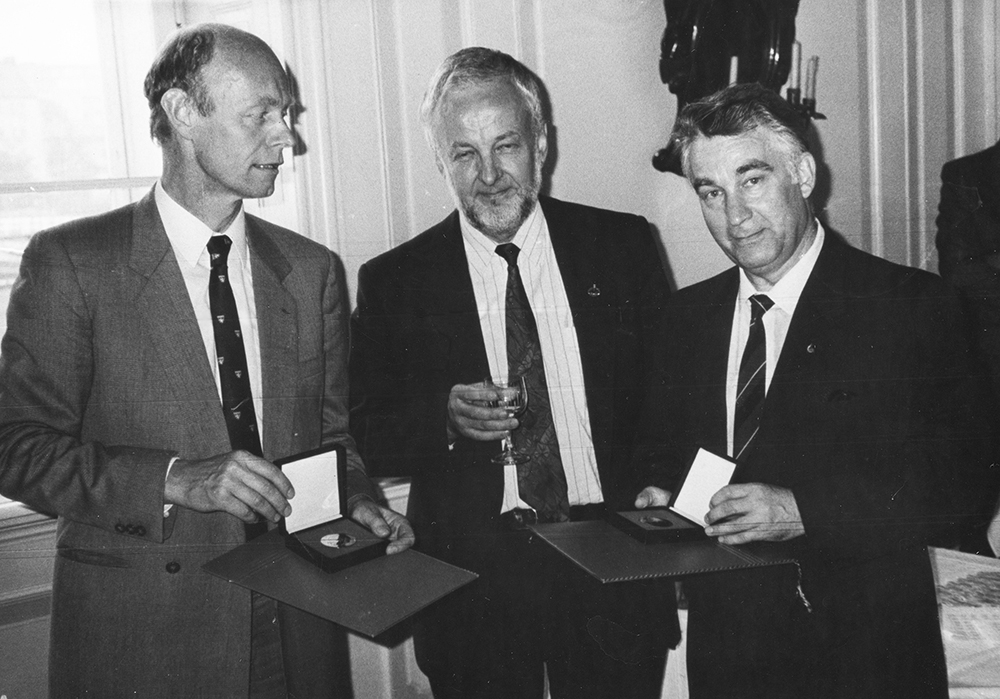
Peter Oehme überreicht auf dem III. Berliner Wirkstoffsymposium des IWF zum Thema „Peptide und Adaption“ die „Karl-Lohmann-Gedenkmedaille“ an Detlev Ganten (Heidelberg) und Oleg Gomazkov (Moskau)

Auf dem Friedrichsfelder Akademiegelände wurden seit 1971 neue und moderne Arbeitsrichtungen aufgebaut. Hierzu gehörte die Theoretische Molekularpharmakologie (Rainer Franke) und eine moderne Zellzüchtung und Zellpharmakologie (Klaus-Dieter Jentzsch). Die Peptidsynthese wurde zu einer Wirkstoffsynthese mit zusätzlichen biopharmazeutischen und organisch-synthetischen Arbeiten erweitert (Hartmut Niedrich, Burkhard Mehlis, Michael Bienert). Auch das pharmakologische Arbeitsprofil wurde um neue Gebiete aus der ZNS-, Herz-Kreislauf- und Regulations-Pharmakologie (Elfriede Scheer, Hans Löwe, Jutta Bergmann, Peter Oehme) angereichert. Später erfolgte der Aufbau einer Immunpharmakologie (Heinrich Repke).
Damit war die Grundlage für ein interdisziplinär angelegtes Institut für Wirkstoffforschung (IWF) der Akademie der Wissenschaften der DDR (AdW) gelegt. Die offizielle Gründung des IWF erfolgte Anfang 1976. Peter Oehme wurde als Gründungsdirektor berufen und leitete zusätzlich eine Forschungsabteilung.
Später wurde eine Abteilung Entwicklung/Technikum (Klaus-Dieter Kaufmann) gebildet und in Zusammenarbeit mit dem in der Nähe liegenden Wilhelm-Griesinger-Krankenhaus eine kleine klinisch-pharmakologische Gruppe (Hellmut Landmann, Klaus Janowski) aufgebaut.
Auf dem Akademiegelände wurde zusätzlich unter Leitung des Pharmakologen und Jung-Schülers Erhard Göres ein Institut für pharmakologische Forschung des pharmazeutischen Kombinates Germed (IPhF) gebildet. Zwischen IWF und IPhF entwickelte sich eine enge Zusammenarbeit in einem sog. Akademie-Industrie-Komplex (AIK), der damals eine Pionierarbeit darstellte.
Schwerpunkt im IWF war die Neuropeptidforschung. Das betraf insbesondere die Arbeiten zu dem Neuropeptid Substanz P (SP). Hierzu wurde nachfolgend im IWF die SP-Forschung interdisziplinär ausgebaut – von der Peptidsynthese bis zur Pharmakologie. Gemeinsam mit dem Berliner Pathophysiologen Karl Hecht, zuletzt an der Berliner Charité, wurde für SP ein Antistresseffekt beschrieben. Der Wirkungsmechanismus wurde untersucht und ein allgemeines Modell zur adaptiven Wirkung regulatorischer Peptide (Regulide) entwickelt. Eine ausführliche wissenschaftliche Übersicht findet sich in der Jubiläumsbroschüre 10 Jahre IWF 1976–1986.
Diese Grundlagenergebnisse wurden mit Kooperationspartnern in klinisch-experimentellen Arbeiten bei Patienten mit Schlafstörungen, Hypertonie und bronchialer Hyperreaktivität weiter untersucht (Karl Hecht, Hans-Dieter Faulhaber, Walter Schilling u. a.). Hinzu kam die Einbeziehung von SP in die Vorbereitung von Primaten für Biosatelliten, gemeinsam mit Karl Hecht und dem Moskauer Institut für Medico-Biologische Probleme der Raumfahrt. Über viele Jahre war Peter Oehme Mitveranstalter der internationalen SP-Symposien.
Die Ereignisse der Wendejahre trafen das IWF zwar in einer Situation zunehmender materiell-technischer Schwierigkeiten, aber im Institut lagen gute wissenschaftliche Ergebnisse und tragfähige Konzepte vor. Den demokratischen Erneuerungsprozessen hatte sich das Institut gestellt. So wurde dem Institutsdirektor auf einer Wissenschaftler-Vollversammlung im April 1990 das Vertrauen ausgesprochen. Zugleich wurde er von den Vertretern der biowissenschaftlichen und biomedizinischen Akademieinstitute als Vertreter (Sprecher) gewählt und damit Teilnehmer am „Runden Tisch der Akademie“.
1990 wurde Peter Oehme als Ordentliches Mitglied der Akademie der Wissenschaften der DDR gewählt. Im gleichen Jahr erfolgte dann die deutsche Wiedervereinigung, und es begann die Vorbereitung auf die Evaluierung des Institutes gemäß Artikel 38 des Einigungsvertrages.
In die IWF-Zeit fiel auch 1979 seine erneute Eheschließung mit Bärbel Oehme, geb. Hartig (* 1947). Das Ehepaar Oehme hat einen Sohn und eine Tochter sowie drei Enkelkinder.

## Wende- und Nachwendezeit
Am 15. Dezember 1990 wurde die Evaluierung des IWF durchgeführt und das Resultat durch die Kommission mitgeteilt: „Das Institut wird zur Fortführung empfohlen“. In der später vorliegenden schriftlichen Stellungnahme des Wissenschaftsrates heißt es u. a., dass „... dieses Institut ein geglücktes Beispiel für interdisziplinäre Forschung darstellt ...“ Weiterhin heißt es „... Prinzipiell sollen die bestehenden Forschungsrichtungen fortgeführt werden ...“ Abschließend kam die Empfehlung, daraus eine Einrichtung für molekulare Pharmakologie zu gründen, die ihre Arbeiten auf Adaptationsprozesse mit dem Fernziel „Suchtforschung“ orientiert.
Doch das IWF wurde wie alle anderen Akademieinstitute zum Jahresende 1991 „abgewickelt“. Für alle IWF-Mitarbeiter endeten zum 31. Dezember 1991 die Arbeitsverhältnisse, diese hatten sich neu zu bewerben, erhielten aber überwiegend nur befristete Arbeitsverträge.
Oehme bewarb sich erfolgreich für die Leitung einer selbständigen Forschungsgruppe im neugebildeten Forschungsinstitut für molekulare Pharmakologie (FMP). Mit seiner Forschungsgruppe „Peptiderge Regulation/Adaptationspharmakologie“ setzte er seine Arbeiten zum Wirkungsmechanismus von Substanz P fort. In Zusammenarbeit mit der Gruppe von Bruce Livett (Melbourne) wurde die modulatorische Wirkung von SP an isolierten chromaffinen Zellen des Nebennierenmarks untersucht. Peter Oehme war weiter Mitveranstalter der internationalen Substanz P-Symposien in Florenz 1995 und in Cairns 1997. Er hielt Vorträge in Italien, Japan, Niederlande, Russland, Schweden, Australien und in der Schweiz.
Auch in die Lehre stieg Peter Oehme wieder ein. 1993 übernahm er an der Universität Potsdam die fakultative Vorlesungsreihe „Suchtverhalten - theoretische Grundlagen, praktische Konsequenzen“. Gleichfalls erhielt er einen ähnlichen Lehrauftrag an der medizinischen Fakultät der HUB.
Im Deutschen Beamtenbund engagierte er sich viele Jahre als Vorsitzender bzw. stellvertretender Vorsitzender des Akademikerverbandes Berlin (des BRH Berlin) für eine leistungsgerechte Altersversorgung der in den öffentlichen Dienst übernommenen Wissenschaftler.

## Zurück auf dem Medizincampus Berlin-Buch

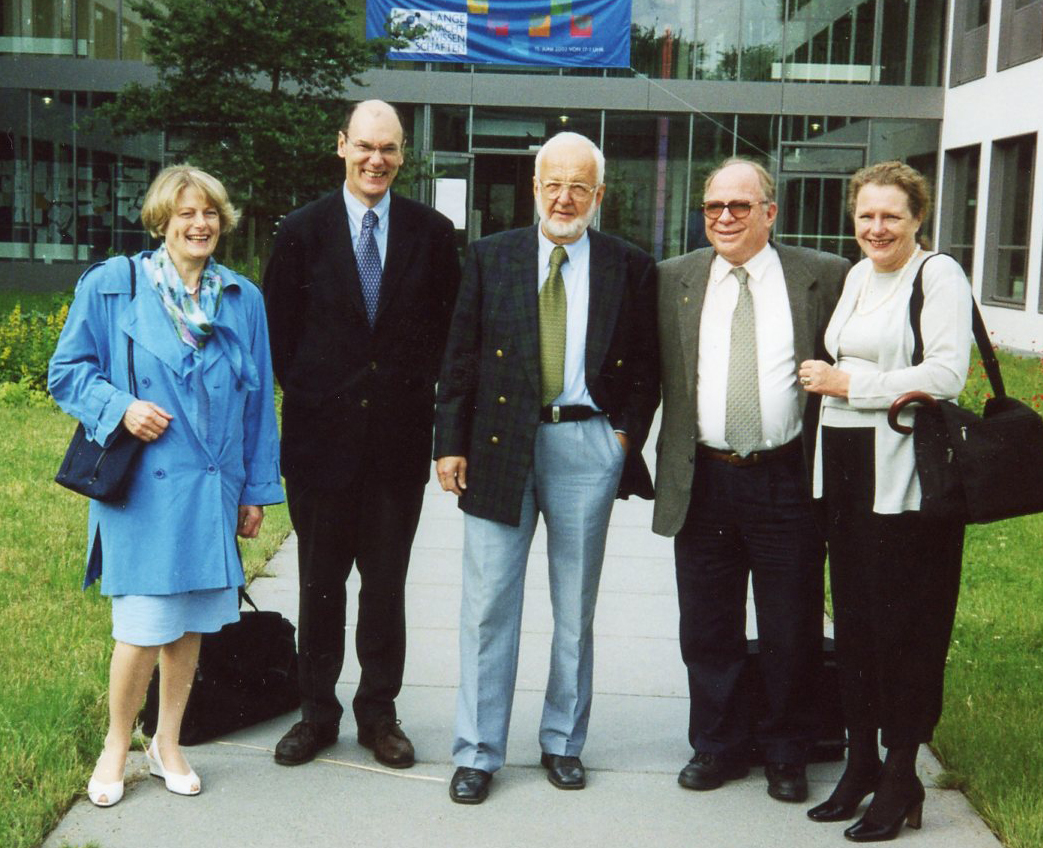
Peter Oehme anlässlich seines 65. Geburtstages vor dem Neubau des FMP (v. l. n. r. Bärbel Oehme, John C. Foreman, Peter Oehme, Bruce Livett, Diana Livett); 2002

In dem 1992 neu gegründeten Forschungsinstitut FMP entstand eine komplizierte Situation durch dreifachen Direktorenwechsel. Durch das Engagement der früheren IWF-Mitarbeiter, insbesondere von Michael Bienert, und mit Unterstützung des Forschungsverbundes Berlin wurde diese schwierige Zeit überstanden. Als vierter FMP-Gründungsdirektor kam 1996 der Gießener Pharmakologe Walter Rosenthal (* 1954), erst unter seiner Leitung begann eine stabile Entwicklung. Der Institutsneubau auf dem Berlin-Bucher Medizincampus wurde Realität, im Jahre 2000 wurde ein moderner sehr gut ausgestatteter Neubau in Berlin-Buch bezogen. Damit schloss sich für einen großen Teil der früheren IWF-Mitarbeiter im positiven Sinne ein historischer Kreis.

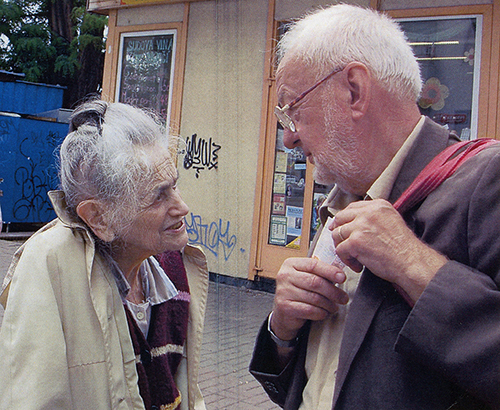
Peter Oehme mit Helena Rasková bei einem Besuch in Prag (2007)

Zwei Jahre später war der 65. Geburtstag von Peter Oehme. Aus diesem Anlass fand im FMP am 14. Juni 2002 ein wissenschaftliches Symposium statt. Diese Veranstaltung vereinte als Referenten wie als Teilnehmer zahlreiche Fachkollegen des In- und Auslandes, mit denen er in seiner wissenschaftlichen Laufbahn zusammengewirkt hatte. So u. a.: Oleg Gomazkov (Moskau), John C. Foreman (London), Bruce G. Livett (Melbourne), Michael Bienert (Berlin). William A. Krivoy (Lexington, USA) – ein Freund und Helfer in komplizierten Zeiten – war bereits 1993 verstorben. Während des offiziellen Teils der Festveranstaltung mit Reden von Walter Rosenthal (Direktor FMP) und Detlev Ganten (Stiftungsvorstand des „Max-Delbrück-Centrum für Molekulare Medizin“ MDC) erschienen als Überraschungsgäste die befreundete Prager Pharmakologin und frühere Direktorin des dortigen Pharmakologischen Instituts Helena Rasková mit Sohn und Enkelsohn.
Nach dieser offiziellen Verabschiedung aus dem FMP war Peter Oehme weiter beratend in der pharmazeutischen Industrie tätig. Außerdem setzte er seine medizinhistorischen Arbeiten fort, u. a. zu Louis Lewin, Friedlieb Ferdinand Runge, Jan Evangelista Purkinje, August Bier und Oscar Liebreich.
2009 hatte Walter Rosenthal das FMP-Direktorat abgegeben und die Leitung des Max-Delbrück-Centrums für Molekulare Medizin (MDC) angetreten. Daher übernahm Oehme von 2010 bis 2013 gemeinsam mit Matthias Bräutigam aus der West-Berliner Pharmakologenschule und zuletzt leitender Mitarbeiter in der Schering/Bayer AG, Beratungsaufgaben am FMP.
2017 war der 25. Jahrestagung der nach der deutschen Einheit neugebildeten Institute. Aus diesem Anlass fand Anfang Juni im Leibniz-Forschungsinstitut für Molekulare Pharmakologie (FMP) ein wissenschaftliches Symposium sowie eine Festveranstaltung statt, auf der der ehemalige FMP-Direktor Walter Rosenthal den Hauptvortrag hielt. Peter Oehme als Direktor des FMP-Vorgängerinstitutes war zu dieser Jubiläumsveranstaltung eingeladen, und ihm wurde von der amtierenden FMP-Direktorin Dorothea Fiedler zu seinem unmittelbar bevorstehenden 80. Geburtstag als „Großvater des Instituts“ gratuliert.

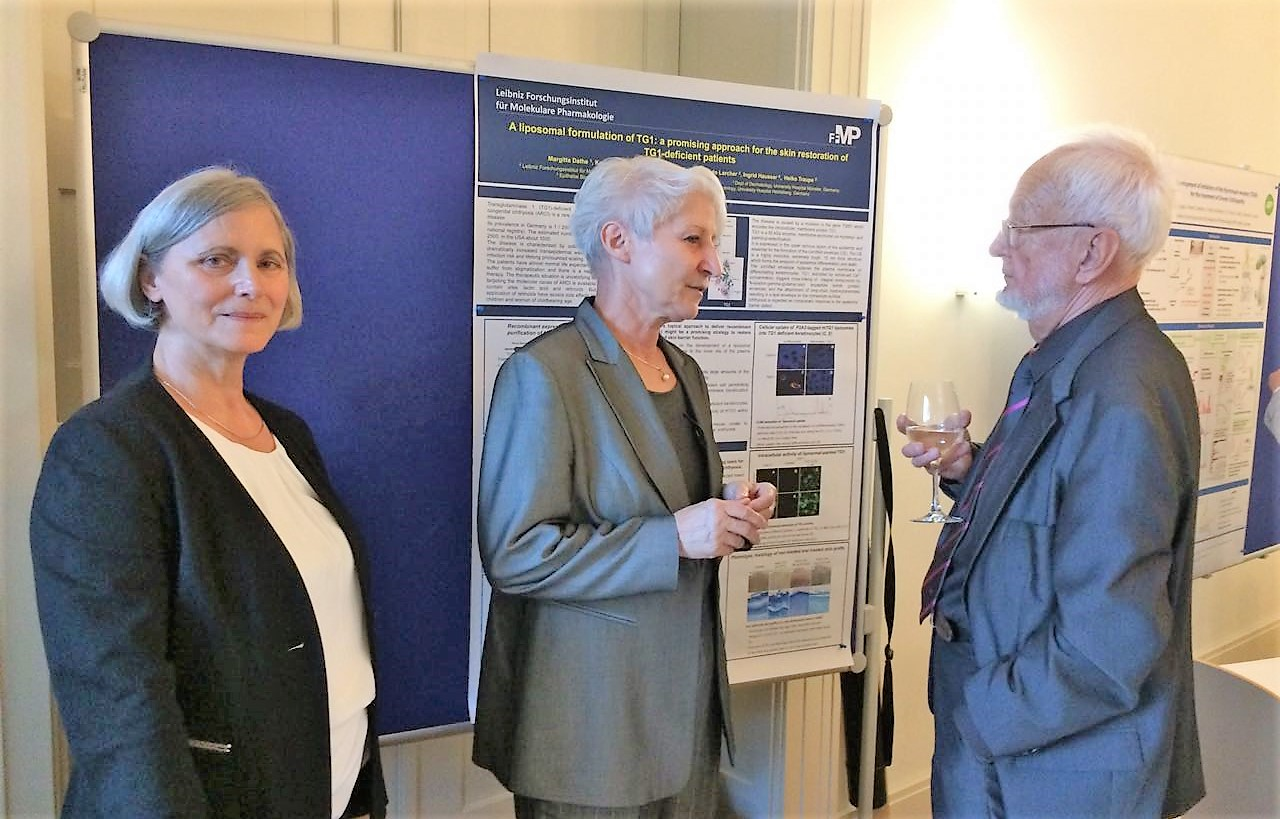
Peter Oehme bei der Posterdiskussion 2017 im Schloss Biesdorf

Aus Anlass des 80. Geburtstages von Peter Oehme fand im Oktober 2017 im Schloss Biesdorf in Berlin eine wissenschaftliche Veranstaltung mit dem Thema „Historisches und Aktuelles zur Arzneimittelforschung“ statt. Veranstaltet war das Symposium von der Leibniz-Sozietät in Kooperation mit der Stiftung Ost-West-Begegnungsstätte Schloss Biesdorf e. V. und mit Unterstützung der BBB Management GmbH Campus Berlin-Buch, dem Bundesverband der pharmazeutischen Industrie und dem Leibniz-Forschungsinstitut für Molekulare Pharmakologie (FMP). Den Hauptvortrag hielt Wolf-Dieter Ludwig als Vorsitzender der Arzneimittelkommission der deutschen Ärzteschaft (AkdÄ) zum Thema „Entwicklung neuer Wirkstoffe: Wie definieren wir Innovationen und erkennen substantiellen Fortschritt“.
In den weiteren Vorträgen, Postern und in der Diskussion wurde Aktuelles und Historisches miteinander verbunden. In diesem Sinne zeigten die aus dem FMP stammenden Poster sowohl interessante aktuelle Forschungsergebnisse des FMP als auch die im IWF liegenden Wurzeln.

## Wissenschaftliches Wirken
Schwerpunkte der Forschungen von Peter Oehme waren die Grundlagen des Stressverhaltens, die Beziehungen zwischen Stress und Sucht und insbesondere die Funktion des Neuropeptids Substanz P in der Stressreaktion und der Anpassung des Körpers.
Oehme publizierte mehr als 400 Veröffentlichungen, Monografiebeiträge und Monografien als Erst- oder Mitautor. Diese lassen sich den folgenden Schwerpunkten zuordnen:
- Neuropharmakologie,
- Peptidforschung,
- Klinische Pharmakologie,
- Experimentelle Pharmakologie,
- Wirkstoffforschung,
- Suchtforschung incl. Opioide und
- Wissenschaftsgeschichte.

Eine Zusammenstellung seiner Arbeiten bis 2006 findet sich in seiner Autobiografie.
Er war Herausgeber (gemeinsam mit Erhard Göres und Hans Löwe) von mehr als 40 Titeln der Reihe „Beiträge zur Wirkstoffforschung“. Oehme hielt mehr als 500 Vorträge als Autor oder Mitautor; davon mehr als die Hälfte im internationalen Rahmen. Er weilte zu Gastvorlesungen u. a. in Japan, in der Sowjetunion, in Norwegen, Schweden und Großbritannien.

## Mitgliedschaften, Ehrungen und Auszeichnungen (Auswahl)
- 1971 Leibniz-Medaille der Deutschen Akademie der Wissenschaften zu Berlin (DAW) für die Ergebnisse auf dem Gebiet kreislaufaktiver Peptide (im Kollektiv)
- 1985 als Korrespondierendes Mitglied und 1990 als Ordentliches Mitglied der Akademie der Wissenschaften der DDR gewählt
- 1985–1990 Präsident der Gesellschaft für experimentelle Medizin der DDR
- 1988 Nationalpreis der DDR II. Klasse für Wissenschaft und Technik zum Thema: Synthese biologisch aktiver Peptide und die Aufklärung ihrer regulativen Eigenschaften als Grundlage für die Entwicklung neuer Arzneimittel (im Kollektiv)
- 1988–1992 Auswärtiges Mitglied der Akademie der Medizinischen Wissenschaften der Sowjetunion
- seit 1992 Mitglied der Akademie der Medizinischen Wissenschaften Russlands
- 2001 als Mitglied der Gelehrtengesellschaft Leibniz-Sozietät der Wissenschaften zu Berlin gewählt
- 2014 als Auswärtiges Mitglied in die Russische Akademie der Wissenschaften aufgenommen[34]
- 2017 Goldene Promotion und Goldene Habilitation der Charité zu Berlin
- 2022 Daniel-Ernst-Jablonski-Medaille der Leibniz-Sozietät[35]

## Ausgewählte Publikationen
- mit Riffat Mehboob, Tehreem Anwar, Jens Peter von Kries: Substance P – a regulatory peptide with defense and repair functions. Results and perspectives for the fight against COVID-19. In: Frontiers in Neurology. Band 15, 30. Mai 2024, ISSN 1664-2295, doi:10.3389/fneur.2024.1370454, PMID 38872816, PMC 11169637 (freier Volltext).
- mit Riffat Mehboob, Gerhard Pfaff: The role of Substance P in the defense line of the respiratory tract and neurological manifestations post COVID-19 infection. In: Frontiers in Neurology. Band 14, 6. März 2023, ISSN 1664-2295, doi:10.3389/fneur.2023.1052811, PMID 36949854, PMC 10025330 (freier Volltext).
- mit Gerhard Pfaff: Vortrag von Prof. Dr. Wolf-Dieter Ludwig: „Medikamentöse Therapie von COVID-19 und Impfstoffe gegen SARS-CoV-2: Erwartungen, aktuelle Ergebnisse und Unsicherheiten“. Bericht zum Medizinischen Abend der Leibniz-Sozietät am 29. Oktober im Schloss Berlin-Biesdorf, 1. November 2021.
- mit Gerhard Pfaff, Jens Peter von Kries: Rudolf Virchow – gestern und heute. Deutsche Apotheker Zeitung (DAZ), 161. Jahrgang, Nr. 41, 14. Oktober 2021.
- mit Ivar Roots: Lautatio: Zum 90. Geburtstag des Arztes und Pharmakologen Professor Athineos Philippou. Deutsche Apotheker Zeitung (DAZ), 161. Jahrgang, Nr. 29, 22. Juli 2021.
- WEGMARKEN. Kaleidoskop der Berliner Pharmakologie und Medizin. Zweimal 30 Jahre Wissenschaft in bewegten Zeiten. Abhandlungen der Leibniz-Sozietät der Wissenschaften, Band 68. trafo Verlagsgruppe Dr. Wolfgang Weist, Berlin 2021, ISBN 978-3-86464-220-3.
- Ein Toxikologe aus Leidenschaft – Leben und Werk des Louis Lewin. Deutsche Apotheker Zeitung, 159. Jahrgang, 28. November 2019, Nr. 48, S. 68–70.
- Oscar Liebreich und sein Chloralhydrat. Meilensteine der Berliner Pharmakologie. Deutsche Apotheker Zeitung, 159. Jahrgang, 24. Januar 2019, Nr. 4, S. 56–59.
- mit Silke Oßwald: Bericht über das Leibniz-Forum „Möglichkeiten, Grenzen und Perspektiven der individualisierten Medizin am Beispiel der Onkologie“ (Impulsvortrag von Wolf-Dieter Ludwig mit dem Thema „Die individualisierte Medizin zwischen Versprechen und Wirklichkeit“). 10. März 2016 in Berlin.
- Fünf Jahrzehnte Forschung und Lehre in der Pharmakologie. Erlebtes und Gelebtes in der Wissenschaft. trafo Verlag Dr. Wolfgang Weist, Berlin 2006 (Autobiographie).
- als Mitautor: Zwischen Arznei und Gesellschaft. Zum Leben und Wirken des Friedrich Jung. (= Abhandlungen der Leibniz-Sozietät. Band 8). trafo-Wissenschaftsverlag, Berlin 2002.
- Aktuelle Probleme der Peptidforschung. Festsitzung der Klassen Medizin und Biowissenschaften am 25. April 1985 aus Anlass des 70. Geburtstages von Friedrich Jung. Sitzungsberichte der Akademie der Wissenschaften der DDR / Mathematik, Naturwissenschaften, Technik, Band 1986, 10 N. Akademieverlag Berlin 1987. Reprint/E-Book: De Gruyter Verlag 2021/2022, doi:10.1515/9783112551486.
- als Mitautor: Substance P – Metabolism and Biological Actions. Taylor&Francis, London / Philadelphia 1985.
- Substanz P – ausgewählte Probleme der Chemie, Biochemie, Pharmakologie, Physiologie und Pathophysiologie. (= Beiträge zur Wirkstofforschung. Band 12). Akademie der Wissenschaften der DDR, Berlin 1981.
- Theoretische Aspekte der Wirkstofforschung – Wirkungsmechanismen von Pharmaka und Struktur-Aktivitäts-Beziehungen. Verlag Volk und Gesundheit, Berlin 1978.